# Freefonix
Freefonix est une série télévisée d'animation britannique créée par Magnus Fiennes, Alex Tate et Simeon Warburton et diffusée depuis le 4 janvier 2008 sur BBC One et sur CBBC.
En France, la série est diffusée depuis le 2 janvier 2010 sur Canal J. En Belgique, la série est diffusée d'abord en septembre 2011 puis rediffusée en juillet 2013 sur OUFtivi.

## Synopsis
Lorsque le groupe de rock Mantyz, composé de Kurtz, sa demi-sœur Lady Lux et Hit, joue une démo pour se faire engager par l'ambitieuse Mya de Zya, présidente de la ComaCo, ils atteignent une note très spéciale. Cette note a eu le pouvoir de libérer un Seigneur Sonique ayant mal tourné du nom de Vox. Mais pour qu'il soit parfaitement libre, il faut que cette note qui l'a réveillé, la 13e note, soit jouée de la manière la plus pure qui soit. Vox passe un accord avec Mya, qui ne pense qu'à devenir riche, et elle et les Mantyz vont user de tous les moyens pour parvenir à leurs fins. Pour contrer le retour de Vox et sa quête de la 13e note, le Seigneur Sonique qui l'avait enfermé dans un puits de silence, la très soul Sugar Che, va réunir 3 gardiens de la 13e note : Freezbone le guitariste zen, BiBi l'ex-leader du groupe prepsy BCD et Mo le petit génie. À eux trois, ils forment un nouveau groupe de "freewavers", des musiciens qui se rebellent contre la musique prepsy instaurée par la ComaCo. Ils sont les Freefonix.

## Voix françaises
- Sidney Kotto : Freezbone
- Isabelle Volpe : BB
- Yann Pichon : Mo
- Nathalie Bienaimé : Lady Lux
- Jean-Pierre Leblan : Kurtz
- Patrick Pellegrin : Hit
- Céline Melloul : Mya / Sugar
- Bernard Jung : Vox

## Épisodes
1. Prélude en 13 Majeur (The Story Begins)
2. Toi Moi Mon Toit (Risky Music Business)
3. Le Blues du Violoniste (Grand Theft Audio)
4. Bibi ou ne pas Bibi (Bizarro BB)
5. La Mélodie du Bonheur (Out of Time)
6. Accords et Désaccords (Love Stinks)
7. Partir un Jour (Mr. Start Skips Town)
8. Nous Sommes les Champions (Gloveball Been Very Good to Me)
9. Le Fantôme de l'Hip-Hopéra (Phantom of the Hip-Hopera)
10. Beaucoup de Bruit Pour Rien (Back by Unpopular Demand)
11. Duettistes Pour la Vie (Play Misty for Me)
12. Ainsi Font Font Font les Petites Marionnettes (Send in the Clones)
13. Ozzy Baba et les 40 Groupies (Music Soothes the Savage Genie)
14. À la Recherche de la Nouvelle Idole des Jeunes (Prepsie Idol)
15. Crescendo Infernal (Death of Cool)
16. Lève-Toi et Rappe (Roborapper)
17. Dissonance en Mode Mineur (Baby BB)
18. Allo Papa Tango Jack (Who's Your Daddy?)
19. Polka Extrême (Everyone was Polka Yodel Fighting)
20. Le Sacre de l'Eté (Summer Breeze)
21. Le Cercle des Musiciens disparus (Land of the Lost)
22. On Joue aux Chaises Musicales (Yule Spend)
23. Le Groupie de la soliste (Mya Mania)
24. Un Opér'Anniversaire Sans Fin (You Say It's Your Birthday)
25. Fugue en Mode Mineur (BB's Bro)
26. Sans voix (Notes in the Machine)
27. Le Nouveau Gardien (The New Guardian)
28. Le Murs Des Sons (The Jericho Serpent)
29. Sonatine pour un Clair de Lune (Two Moons Rising)
30. Tel Père Tel Fils (Mr. Start's Opus)
31. Diva (Viva La Diva)
32. Allo Maman de Mo (Manager Mom)
33. Requiem Pour un Rêve (Nightmare on Freefonix Street)
34. Jpotes (iMinkys)
35. Cœur Circuit (BB's Bot)
36. Même Joueur Joue Encore (Play It Again Kurtz)
37. Éclipse Totale Du Chœur (Night Shift)
38. Jamais sans Sugar Che (Sugar's Night Out)
39. Ultime Symphonie (Nine to Fivish)
40. Le Plus Grand Groupe du monde (The World's Hottest Band)